# Сенсация
Сенса́ция (фр. sensation от лат. sensus — букв. чувство, ощущение) — необычное происшествие, получившее широкую огласку; форма подачи нового знания, способного изменить картину мира и традиционные представления о возможностях человека. Наиболее известны газетная, научная и литературная сенсации.

## Классификация

### Наука
Создание полноценной научной сенсации — дело требующее профессиональной и регулярной работы. Должны существовать авторитетные источники научно-популярной информации, годами своей безупречной работы заслужившие доверие людей. Роль таких первичных источников доступной информации призваны исполнять пиар-отделы крупных научных организаций. Должны существовать качественные усилители этой первичной информации, то есть добросовестные и профессиональные СМИ. Раздражение, с которым учёные воспринимают публикации о науке в СМИ, стало уже общим местом. Современный человек испытывает информационное давление, поэтому, чтобы «зацепить» его важным сообщением, необходимо придать этому сообщению сенсационную форму или хотя бы снабдить его сенсационным заголовком. Коммерческие СМИ злоупотребляют этим, активно тиражируя лжесенсации.

### Периодика
Чередой газетных и журнальных сенсаций сопровождалось становление импрессионистской живописи. Поводом для газетных сенсаций служили перформансы французского художника школы ташизма Жоржа Матье, спектакли с участием известных артистов или кинопремьеры.
В первой половине XX века кинематографической сенсацией были премьеры практически всех фильмов таких классиков как Фриц Ланг, Лени Рифеншталь и других.
Особо следует отметить лжесенсации. Хрестоматийный образец т. н. газетная утка — преднамеренно ложная информация, опубликованная в средствах массовой информации с корыстной или иной целью. Это интернациональное выражение: в большинстве языков лживую информацию в СМИ называют газетной уткой.
Большинство работ в жанре «журналистские расследования» заточены именно на реакцию аудитории и, стало быть, априори сенсационны по сути и/или подаче.

#### Политика
Большинство газетных и политических сенсаций имеют конкретного инициатора. Например, автором Уотергейта признается издательница и владелица газеты The Washington Post Кэтрин Грэм. Вместе с тем не следует путать сенсацию (как вид нового, неординарного и непривычного для публики знания) с банальным скандалом.

### Сенсационализм
Сегодня, при развитии современных СМИ и телекоммуникационных каналов связи, в форме сенсации преподносятся и традиционные пророчества. В частности, интерес американских газетчиков к личности и предсказаниям Э. Кейси, прошедшее не так давно увлечение телевизионных служб новостей всего мира малопонятными заявлениями Ванги и многое другое.
В последние годы, в связи с развитием телекоммуникационных каналов общего доступа и специфической индустрии развлечений наиболее часто встречается выражение «спортивная сенсация». По мнению экспертов, фраза не соответствует обозначаемому и обнародоваемому явлению действительности (счёт в матче, выявление допинга, скандальное поведение спортсменов в частной жизни и другое).
Жёлтая пресса активным использованием слова «сенсация» в качестве завлекающего трюка несколько обесценила его значение.